# Modrá jeskyně (Capri)
Modrá jeskyně (italsky Grotta Azzurra) je příbojová jeskyně na severozápadním cípu italského ostrova Capri poblíž obce Anacapri. Jeskyně je dlouhá 60 metrů a široká 25 metrů, hloubka vody dosahuje 15 metrů. Sluneční paprsky, pronikající úzkým vchodem a dalším několikanásobně větším otvorem pod hladinou se lomí na písčitém mořském dně a osvětlují stěny jeskyně efektní sytě modrou barvou. Turisté mohou jeskyni navštívit na loďkách, jediná vstupní brána, která je pouze dva metry široká a něco málo přes jeden metr vysoká, však umožňuje přístup pouze za velmi klidného moře.
Ve starověku sloužila jeskyně jako chrám nymphaeum, za svého pobytu na Capri ji často navštěvoval císař Tiberius. Bylo zde nalezeno několik římských soch, jež jsou dnes vystaveny v muzeu v Anacapri. Modrá jeskyně inspirovala četné spisovatele (Axel Munthe, Mark Twain) a malíře (Jakob Alt, Giorgio Sommer).